# Liothrips ocellatus
Liothrips ocellatus är en insektsart som beskrevs av Ian A. Hood 1908. Liothrips ocellatus ingår i släktet Liothrips och familjen rörtripsar. Inga underarter finns listade i Catalogue of Life.